# Wealhþeow
Wealhþēow /ˈwæɑlxθeːow/ (también Wealhtheow o Wealthow) es un personaje del poema épico Beowulf, reina de los daneses, consorte del rey Hroðgar que aparece a partir de la línea 612. Madre de los príncipes Hreðric y Hroðmund, y de la princesa Freawaru. Pertenecía al clan familiar de los Helming, una rama de los Wulfing, cuyo caudillo Helm también aparece en el poema Widsith. El matrimonio se interpreta como una alianza de dinastías, los Wulfing por vínculo de sangre y los Scylding por matrimonio y maternidad.
Las fuentes nórdicas asocian la esposa de Hroðgar con Inglaterra. Según la saga Skjöldunga, capítulo III, Hroðgar (Roas) estaba casado con la hija de un rey inglés; en Hrólfs saga kraka, capítulo V, Hroðgar (Hróarr) estaba casado con Ögn, una hija del rey Norðri de Northumbria (Norðhymbraland).

## Etimología
Se ha discutido ampliamente el significado del nombre, y aunque no hay consenso, una de las interpretaciones más probables podría ser «esclava (o sierva) extranjera». El argumento se basa en la actitud de la reina, aparentemente segura de su matrimonio con uno de los grandes caudillos del norte, sin embargo se presiente una inestabilidad creciente, por ser probablemente un matrimonio forzado, una princesa raptada durante una expedición vikinga.